# Czech Indoor Gala 2024
Czech Indoor Gala 2024 – 8. edycja międzynarodowego mityngu lekkoatletycznego, który odbył się 30 stycznia 2024 roku w Ostrawie.
Zawody były drugą odsłoną znajdującego się w kalendarzu World Athletics Indoor Tour Gold, cyklu najbardziej prestiżowych zawodów halowych, organizowanych pod egidą World Athletics w sezonie 2024.
Rozegranych zostało 12 konkurencji.

## Wyniki

### Mężczyźni
| Pozycja | Tor | Zawodnik           | Państwo         | Czas        | Pkt. |
| ------- | --- | ------------------ | --------------- | ----------- | ---- |
| 01 !    | 6   | Yoshihide Kiryū    | Japonia         | 6,53        | 10   |
| 02 !    | 4   | Joshua Hartmann    | Niemcy          | 6,57        | 7    |
| 03 !    | 7   | Henrik Larsson     | Szwecja         | 6,59        | 5    |
| 4.      | 5   | Jeremiah Azu       | Wielka Brytania | 6,64        | 3    |
| 5.      | 1   | Kayhan Özer        | Turcja          | 6,67 (,664) |      |
| 5.      | 2   | Markus Fuchs       | Austria         | 6,67 (,664) |      |
| 7.      | 3   | Samuele Ceccarelli | Włochy          | 6,74        |      |
| 8.      | 8   | Jan Veleba         | Czechy          | 6,80        |      |

| Pozycja | Bieg | Tor | Zawodnik         | Państwo         | Czas  |
| ------- | ---- | --- | ---------------- | --------------- | ----- |
| 01 !    | 1    | 6   | Eduard Kubelík   | Czechy          | 20,66 |
| 02 !    | 1    | 5   | Albert Komański  | Polska          | 20,93 |
| 03 !    | 1    | 4   | Blessing Afrifah | Izrael          | 20,94 |
| 4.      | 2    | 6   | Ondřej Macík     | Czechy          | 20,95 |
| 5.      | 2    | 4   | Diego Pettorossi | Włochy          | 20,96 |
| 6.      | 2    | 5   | Jan Jirka        | Czechy          | 21,05 |
| 7.      | 1    | 2   | Roko Farkaš      | Chorwacja       | 21,09 |
| 8.      | 1    | 3   | Joe Ferguson     | Wielka Brytania | 21,24 |
| 9.      | 2    | 3   | Patryk Wykrota   | Polska          | 21,25 |
| 10.     | 2    | 2   | Filip Federič    | Słowacja        | 21,58 |

| Pozycja | Bieg | Tor | Zawodnik            | Państwo    | Czas  |
| ------- | ---- | --- | ------------------- | ---------- | ----- |
| 01 !    | 2    | 5   | Vít Müller          | Czechy     | 46,26 |
| 02 !    | 1    | 4   | Attila Molnár       | Węgry      | 46,28 |
| 03 !    | 1    | 5   | Matěj Krsek         | Izrael     | 46,45 |
| 4.      | 2    | 4   | Lionel Spitz        | Szwajcaria | 46,57 |
| 5.      | 1    | 3   | Ołeksandr Pohoriłko | Ukraina    | 46,67 |
| 6.      | 1    | 6   | Patrik Šorm         | Czechy     | 46,68 |
| 7.      | 2    | 6   | Pavel Maslák        | Czechy     | 47,01 |
| 8.      | 1    | 3   | Lorenzo Benati      | Włochy     | 47,09 |
| 9.      | 1    | 2   | Michal Desenský     | Czechy     | 47,35 |
| 10.     | 2    | 2   | Jakub Majerčák      | Czechy     | 47,76 |

| Pozycja | Tor | Zawodnik            | Państwo         | Czas    | Pkt. |
| ------- | --- | ------------------- | --------------- | ------- | ---- |
| 01 !    | 4-2 | Tshepiso Masalela   | Botswana        | 1:46,41 | 10   |
| 02 !    | 1   | Catalin Tecuceanu   | Włochy          | 1:46,90 | 7    |
| 03 !    | 4-1 | Mateusz Borkowski   | Polska          | 1:47,33 | 5    |
| 4.      | 3   | Jakub Dudycha       | Czechy          | 1:47,42 | 3    |
| 5.      | 5-1 | Daniel Kotyza       | Czechy          | 1:47,54 |      |
| 6.      | 5-2 | Filip Šnejdr        | Czechy          | 1:47,69 |      |
| 7.      | 6-1 | Mohamed Ali Gouaned | Algieria        | 1:48,44 |      |
| 08 !    | 6-2 | Patryk Sieradzki    | Polska          | DNF     |      |
| 09 !    | 2   | Daniel Rowden       | Wielka Brytania | DNF     |      |

| Pozycja | Zawodnik          | Państwo         | Czas    | Pkt. |
| ------- | ----------------- | --------------- | ------- | ---- |
| 01 !    | Isaac Nader       | Portugalia      | 3:34,23 | 10   |
| 02 !    | Samuel Pihlström  | Szwecja         | 3:35,47 | 7    |
| 03 !    | Romain Mornet     | Francja         | 3:37,22 | 5    |
| 4.      | Raphael Pallitsch | Austria         | 3:37,36 | 3    |
| 5.      | Filip Sasínek     | Czechy          | 3:37,99 |      |
| 6.      | Maciej Wyderka    | Polska          | 3:38,49 |      |
| 7.      | Callum Elson      | Wielka Brytania | 3:39,55 |      |
| 8.      | Brian Komen       | Kenia           | 3:40,90 |      |
| 9.      | Nico Boketta      | Czechy          | 3:42,50 |      |
| 10.     | Marius Probst     | Niemcy          | 3:48,41 |      |
| 11 !    | Adam Czerwiński   | Polska          | DNF     |      |
| 12 !    | Milan Ščibráni    | Czechy          | DNF     |      |

| Pozycja | Zawodnik            | Państwo    | Wynik | Pkt. |
| ------- | ------------------- | ---------- | ----- | ---- |
| 01 !    | Miltiadis Tendoglu  | Grecja     | 8,09  | 10   |
| 02 !    | Radek Juška         | Czechy     | 8,03  | 7    |
| 03 !    | Reece Ademola       | Irlandia   | 7,93  | 5    |
| 4.      | Bożidar Sarabojukow | Bułgaria   | 7,83  | 3    |
| 5.      | Marko Čeko          | Chorwacja  | 7,82  |      |
| 6.      | Gerson Baldé        | Portugalia | 7,82  |      |
| 7.      | Petr Meindlschmid   | Czechy     | 7,61  |      |
| 08 !    | Jules Pommery       | Francja    | NM    |      |

| Pozycja | Zawodnik              | Państwo           | Wynik | Pkt. |
| ------- | --------------------- | ----------------- | ----- | ---- |
| 01 !    | Roger Steen           | Stany Zjednoczone | 21,38 | 10   |
| 02 !    | Tomáš Staněk          | Czechy            | 21,33 | 7    |
| 03 !    | Tom Walsh             | Nowa Zelandia     | 21,17 | 5    |
| 4.      | Chukwuebuka Enekwechi | Nigeria           | 21,08 | 3    |
| 5.      | Filip Mihaljević      | Chorwacja         | 20,91 |      |
| 6.      | Rajindra Campbell     | Jamajka           | 20,76 |      |
| 7.      | Michał Haratyk        | Polska            | 20,05 |      |
| 8.      | Tadeáš Procházka      | Czechy            | 18,69 |      |

### Kobiety
| Pozycja | Tor | Zawodniczka            | Państwo    | Czas |
| ------- | --- | ---------------------- | ---------- | ---- |
| 01 !    | 5   | Ewa Swoboda            | Polska     | 7,07 |
| 02 !    | 3   | Patrizia van der Weken | Luksemburg | 7,17 |
| 03 !    | 6   | Rani Rosius            | Belgia     | 7,23 |
| 4.      | 2   | Viktória Forster       | Słowacja   | 7,26 |
| 5.      | 1   | Natálie Kožuškaničová  | Czechy     | 7,38 |
| 6.      | 8   | Remona Burchell        | Jamajka    | 7,42 |
| 7.      | 7   | Nikola Bendová         | Czechy     | 7,45 |
| 8.      | 4   | Karolína Maňasová      | Czechy     | 7,56 |

| Pozycja | Bieg | Tor | Zawodniczka            | Państwo         | Czas  | Pkt. |
| ------- | ---- | --- | ---------------------- | --------------- | ----- | ---- |
| 01 !    | 1    | 6   | Lieke Klaver           | Holandia        | 50,54 | 10   |
| 02 !    | 1    | 4   | Henriette Jæger        | Norwegia        | 51,57 | 7    |
| 03 !    | 1    | 5   | Lada Vondrová          | Czechy          | 52,05 | 5    |
| 4.      | 2    | 2   | Andrea Miklós          | Rumunia         | 52,39 | 3    |
| 5.      | 2    | 3   | Susanne Gogl-Walli     | Austria         | 52,63 |      |
| 6.      | 1    | 3   | Jessie Knight          | Wielka Brytania | 52,64 |      |
| 7.      | 1    | 2   | Nikoleta Jíchová       | Czechy          | 52,78 |      |
| 8.      | 2    | 6   | Justyna Święty-Ersetic | Polska          | 53,36 |      |
| 9.      | 2    | 5   | Tereza Petržilková     | Czechy          | 53,44 |      |
| 10.     | 2    | 4   | Lurdes Gloria Manuel   | Czechy          | 54,18 |      |
| 11 !    | 2    | 1   | Daniela Ledecká        | Słowacja        | DNF   |      |

| Pozycja | Zawodniczka         | Państwo    | Czas           | Pkt. |
| ------- | ------------------- | ---------- | -------------- | ---- |
| 01 !    | Freweyni Hailu      | Etiopia    | 4:17,36        | 10   |
| 02 !    | Hirut Meshesha      | Etiopia    | 4:19,53        | 7    |
| 03 !    | Saron Berhe         | Etiopia    | 4:24,23        | 5    |
| 4.      | Netsanet Desta      | Etiopia    | 4:24,80        | 3    |
| 5.      | Agathe Guillemot    | Francja    | 4:29,02        |      |
| 6.      | Elise Vanderelst    | Belgia     | 4:29,31 (,305) |      |
| 6.      | Sofia Thøgersen     | Dania      | 4:29,31 (,305) |      |
| 8.      | Ludovica Cavalli    | Włochy     | 4:30,15        |      |
| 9.      | Claudia Bobocea     | Rumunia    | 4:34,96        |      |
| 10.     | Simona Vrzalová     | Czechy     | 4:35,76        |      |
| 11.     | Diana Mezuliáníková | Czechy     | 4:36,60        |      |
| 12 !    | Salomé Afonso       | Portugalia | DNF            |      |
| 12 !    | Aneta Lemiesz       | Polska     | DNF            |      |
| 12 !    | Naomi Korir         | Kenia      | DNF            |      |

| Pozycja | Tor | Zawodniczka         | Państwo           | Czas        | Pkt. |
| ------- | --- | ------------------- | ----------------- | ----------- | ---- |
| 01 !    | 5   | Pia Skrzyszowska    | Polska            | 7,82        | 10   |
| 02 !    | 4   | Nadine Visser       | Holandia          | 7,93 (,923) | 7    |
| 03 !    | 6   | Sarah Lavin         | Irlandia          | 7,93 (,925) | 5    |
| 4.      | 3   | Alaysha Johnson     | Stany Zjednoczone | 7,94        | 3    |
| 5.      | 7   | Amber Hughes        | Stany Zjednoczone | 8,03        |      |
| 6.      | 2   | Viktória Forster    | Słowacja          | 8,07        |      |
| 7.      | 8   | Cortney Jones       | Stany Zjednoczone | 8,09        |      |
| 8.      | 1   | Tereza Elena Šínová | Czechy            | 8,14        |      |

| Pozycja | Zawodniczka       | Państwo    | Wynik |
| ------- | ----------------- | ---------- | ----- |
| 01 !    | Tina Šutej        | Słowenia   | 4,73  |
| 02 !    | Amálie Švábíková  | Czechy     | 4,63  |
| 03 !    | Roberta Bruni     | Włochy     | 4,53  |
| 4.      | Angelica Moser    | Szwajcaria | 4,53  |
| 5.      | Nikola Pöschlová  | Czechy     | 4,43  |
| 6.      | Hanga Klekner     | Węgry      | 4,33  |
| 7.      | Kitty Friele Faye | Norwegia   | 4,23  |
| 8.      | Buse Arıkazan     | Turcja     | 4,13  |
| 9.      | Zuzana Pražáková  | Czechy     | 4,13  |

## Rekordy
Podczas mityngu ustanowiono 10 krajowych rekordów w kategorii seniorów:
| Zawodnik          | Reprezentacja | Konkurencja    | Rezultat |
| ----------------- | ------------- | -------------- | -------- |
| Yoshihide Kiryū   | Japonia       | bieg na 60 m   | 6,53     |
| Blessing Afrifah  | Izrael        | bieg na 200 m  | 20,94    |
| Roko Farkaš       | Chorwacja     | bieg na 200 m  | 21,09    |
| Isaac Nader       | Portugalia    | bieg na 1500 m | 3:34,23  |
| Samuel Pihlström  | Szwecja       | bieg na 1500 m | 3:35,47  |
| Raphael Pallitsch | Austria       | bieg na 1500 m | 3:37,36  |
| Henriette Jæger   | Norwegia      | bieg na 400 m  | 51,57    |
| Agathe Guillemot  | Francja       | bieg na milę   | 4:29,02  |
| Elise Vanderelst  | Belgia        | bieg na milę   | 4:29,31  |
| Sofia Thøgersen   | Dania         | bieg na milę   | 4:29,31  |